# 23748 Kaarethode
23748 Kaarethode este un asteroid din centura principală de asteroizi.

## Descriere
23748 Kaarethode este un asteroid din centura principală de asteroizi. A fost descoperit pe 22 mai 1998 la Socorro, New Mexico, în cadrul proiectului LINEAR. Asteroidul prezintă o orbită caracterizată de o semiaxă mare de 2,28 ua, o excentricitate de 0,17 și o înclinație de 5,4° în raport cu ecliptica.